# Joya de Alfredo

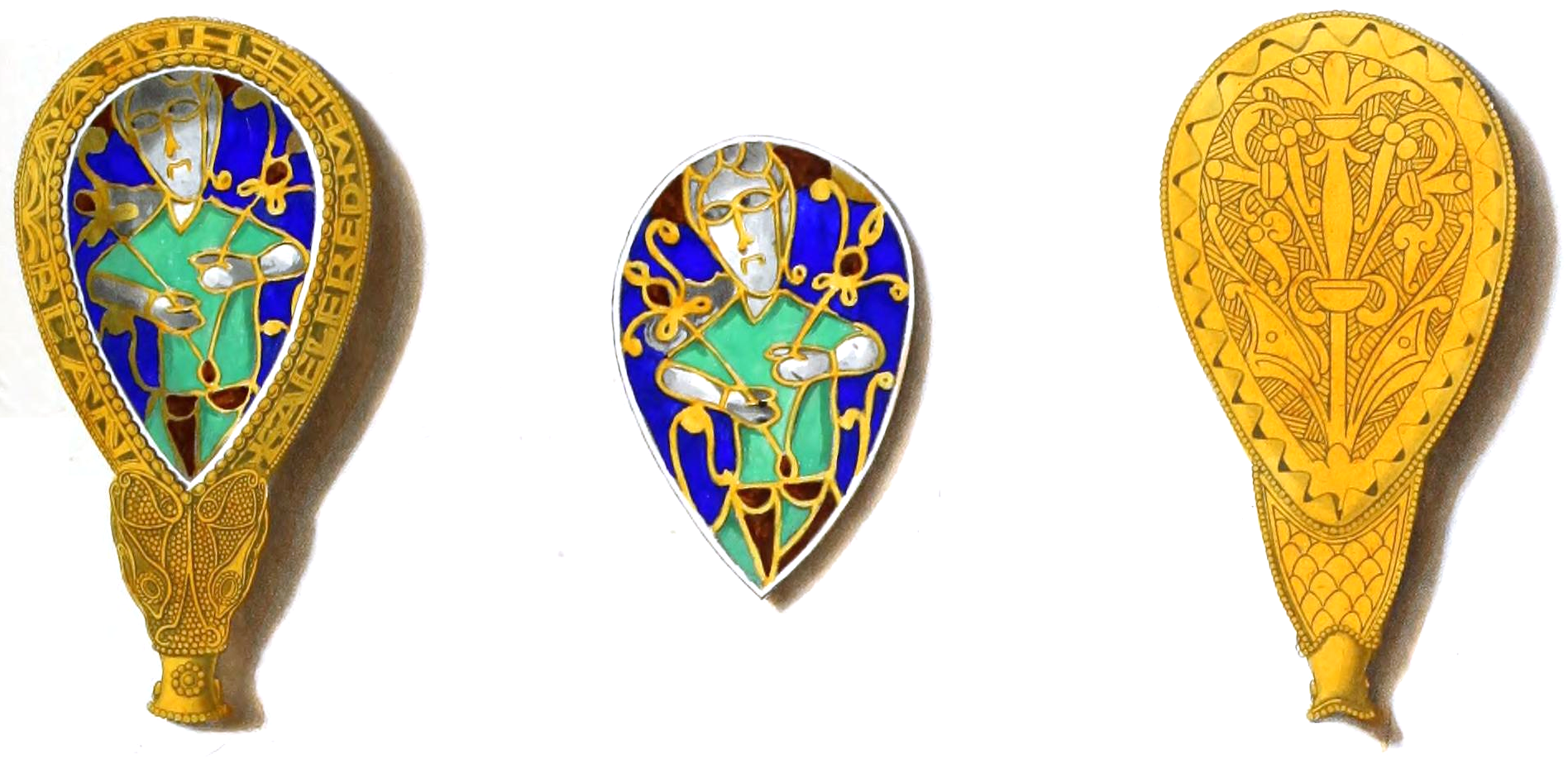
Vista frontal; el marco está quitado; vista posterior

La joya de Alfredo es una pieza de obra de orfebrería anglosajona realizada con esmalte y cuarzo encerrado en oro. Fue descubierta en 1693, en North Petherton, Somerset (Inglaterra) y actualmente es uno de los objetos más populares que se exhiben en el Museo Ashmoleano en Oxford. Ha sido datada a finales del siglo IX, en el reinado de Alfredo el Grande y tiene inscrito "AELFRED MEC HEHT GEWYRCAN", lo que significa «Alfredo ordenó que me hicieran». La joya estuvo en el pasado unida a una varilla, probablemente de madera, en su base. Después de décadas de discusión académica, actualmente está «generalmente aceptado» que la función de la joya era ser el asa de un puntero para seguir las palabras cuando se lee un libro. Es un ejemplo excepcional e inusual de joyería anglosajona.

## Función y encargo
Aunque la función de la Joya no es algo que se sepa con absoluta seguridad, se cree que fue el asa o el punto final de uno de los preciosos «æstels» o varas que se sabe que Alfredo había enviado a cada obispado junto con una copia de su traducción del libro del papa Gregorio Magno Pastoral Care. Escribió en su prefacio al libro:

Y enviaré una copia a la sede de cada obispo en mi reino, y en cada libro hay un aestel de 50 mancusos y ordeno, en nombre de Dios, que ningún hombre quite la vara del libro, ni el libro de la iglesia.

El mancuso era un término usado en la Europa de la Alta Edad Media para señalar o bien una moneda de oro, con un peso en oro de 4,25 gramos (2.73 dwt; equivalente al dinar islámico, y por lo tanto más ligero que el sólido bizantino), o una unidad de cuenta de treinta pence de plata. Esto hacía que valiera aproximadamente los ingresos de un mes para un trabajador calificado, como un artesano o un soldado.
No se da más contexto en el prefacio, pero en el contecto de libros, la palabra en inglés antiguo «æstel» puede significar una «guía», «índice», y también un «asa»; de manera que, se concluye que significaba un pequeño puntero. Otros objetos enjoyados con una forma similar han sobrevivido, todos con cavidades vacías, como el ejemplo del siglo IX en oro y vidrio en el museo Británico, encontrado en Bowleaze Cove en Dorset (véase más abajo), y el yad o «puntero de Torá» que sigue siendo usado en la práctica judía. David M. Wilson advirtió que convendría ser precavidos respecto a la relación con Alfredo, indicando que «en una época en la que los títulos reales significaban algo, no hay ningún título real en la inscripción». Sin embargo, el encargo por Alfredo y la función como puntero son algo firmemente establecido por Leslie Webster en su investigación Anglo-Saxon Art de 2012, así como por el museo Ashmoleano. Se han sugerido otras funciones, como el ornamento de una corona, o como un colgante, aunque esto mostraría la figura dada la vuelta.

## Descripción

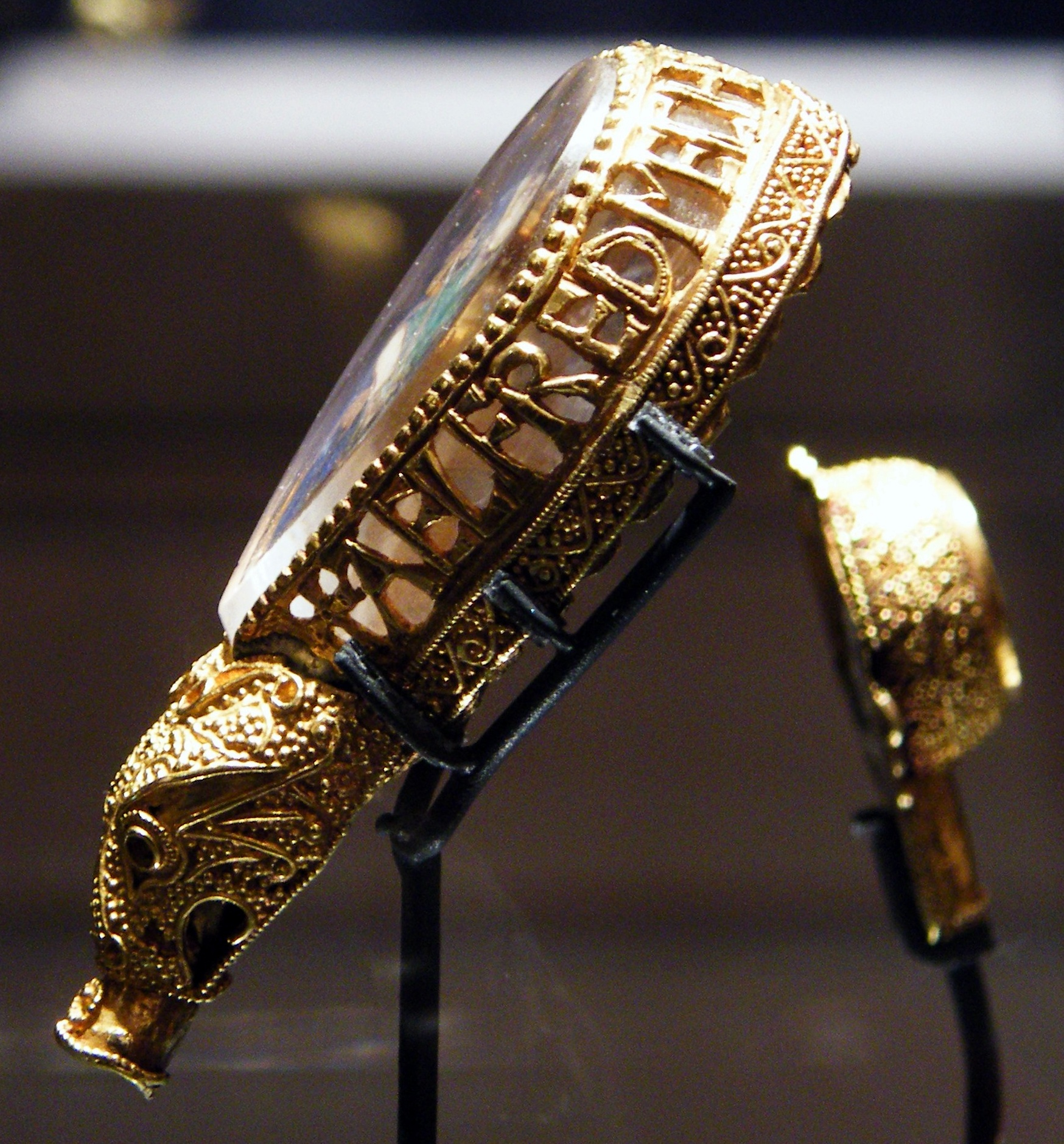
La Joya de Alfredo expuesta en el Museo Ashmoleano, Oxford, cerca de la Joya de Minster Lovell

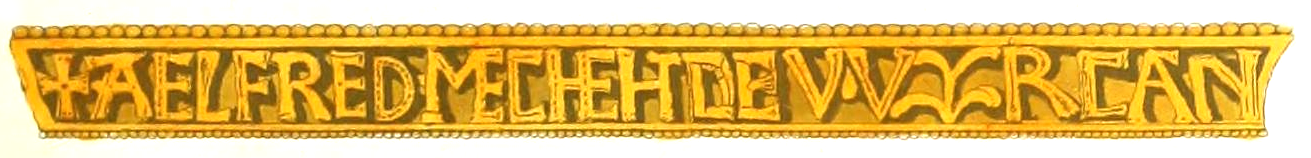
La inscripción alrededor de los lados

La Joya de Alfredo tiene unos 2+1/2 de pulgada (6,4 cm) de largo y está hecha de oro afiligranado, cerrando una pieza de «cristal de roca» cuarzo claro en forma de lágrima y altamente pulida, debajo de la cual hay una placa de esmalte cloisonné, con una imagen de un hombre, quizás Jesucristo, con símbolos eclesiásticos. La figura «recuerda estrechamente a la figura de la Vista en el broche Fuller, pero se cree en general que representa a Jesucristo como Sabiduría o Cristo en Majestad», según Wilson, aunque Webster considera que es una personificación de la «Vista» como una identificación probable, comparándolo también al broche Fuller.  Alrededor de los lados del cristal hay un borde en lo alto que mantiene al cristal de roca en su lugar, por encima de la inscripción en adorno calado : "AELFRED MEC HEHT GEWYRCAN", que significa «Alfredo hizo que me realizaran».
Una cabeza de animal en la base tiene su hocico en una cavidad vacía, como aquellos que se encuentran en otros ejemplos, mostrando que se pretendía que sostuviera una varilla o palito. La parte posterior es una placa de oro plana grabada con un motivo vegetal tipo acanto, o el Árbol de la Vida según Webster. Como la parte posterior en otros ejemplos, es «apropiado para deslizarse suavemente por la superficie de una página». El uso de celdas de esmalte relativamente grandes para crear una imagen figurativa es una innovación en el arte anglosajón, siguiendo ejemplos bizantinos o carolingios, como es el uso de cristal de roca como una cubierta «traslúcida». La pieza de cristal de roca puede que fuera reciclada de un objeto romano.

## Historia posterior

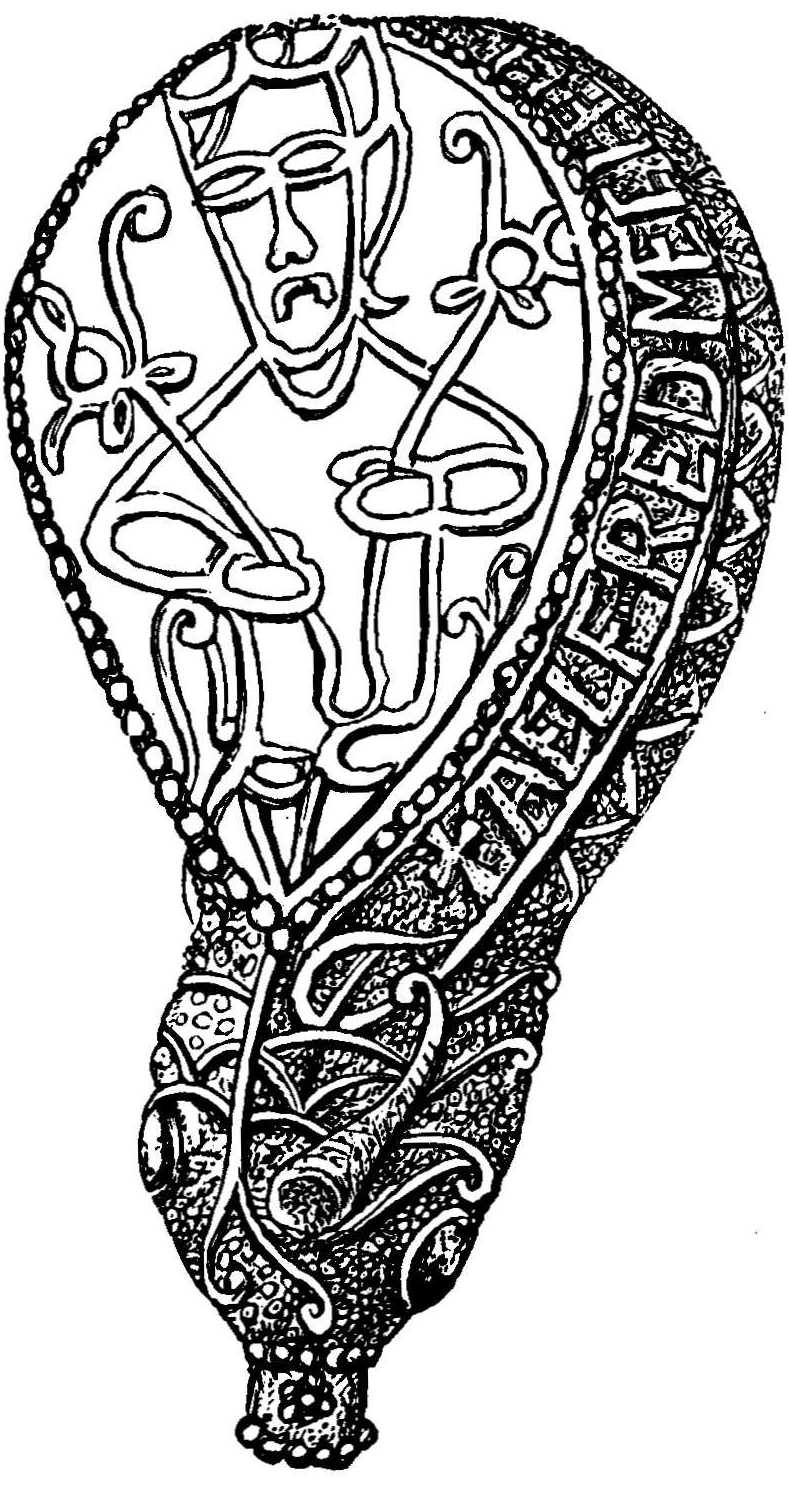
Ilustración del

La Joya fue descubierta en 1693 en Petherton Park, North Petherton en el condado inglés de Somerset, en tierra propiedad de Sir Thomas Wroth (circa 1675–1721). North Petherton está a unos 8 millas (12,9 km) de Athelney, donde el rey Alfredo fundó un monasterio. Una descripción de la Joya de Alfredo se publicó por vez primera en 1698, en la Philosophical Transactions of the Royal Society. Fue legado a la Universidad de Oxford por el coronel Nathaniel Palmer (h. 1661-1718) y hoy está en el museo Ashmoleano en Oxford. Hay una réplica de la joya en la Iglesia de Santa María (North Petherton). Otra réplica se muestra en el Museo Blake, Bridgwater. En febrero de 2015 la joya regresó a Somerset por vez primera en 297 años cuando fue exhibida durante un mes en el Museo de Somerset, castillo de Taunton.

## Joyas similares
Desde el descubrimiento de la Joya de Alfredo, se han encontrado una serie de objetos parecidos. Todos son de menor tamaño, y menos elaborados, pero se puede remontar su origen a la misma época y tienen una cavidad como el de la Joya de Alfredo, lo que sugiere que se hicieron para la misma finalidad. Simon Keynes comenta que «es quizás sólo una cuestión de tiempo antes de que se encuentre algún otro en un contecto que revele su función».
- La joya de Minster Lovell – lo más parecido a la joya de Alfredo, formada por un disco redondo de oro que contiene una placa de esmalte de un diseño floral. Se encontró en Minster Lovell en Oxfordshire y se guarda en el Museo Ashmoleano.[15]

- La joya de Warminster – formado por tiras de oro con filigrana que contenía una piedra de cristal blanco. Una pequeña piedra de cristal azul es sostenida en la mitad de la joya donde se encuentran las tiras de oro. Esta joya fue descubierta en Warminster en Wiltshire y se guarda en el Museo de Salisbury.[16]

- La joya de Bowleaze – realizada con oro estampado con una piedra de cristal azul en el medio. Fue encontrada en Bowleaze Cove cerca de Weymouth (Dorset) y actualmente está en el Museo Británico.[17]

- El Aestel de Yorkshire - se parece a una cabeza animal dorada con ojos de cristal azul, uno de los cuales falta. La encontró Tim Pearson en Aughton, Yorkshire[18] y fue vendido como «lote 312» en una subasta de Antigüedades Bonhams el 15 de octubre de 2008 por diez mil libras.[19][20] Este es el único aestel de propiedad privada.

- El Aestel de Borg  – decorado con una pauta de espirales de hilo de oro. Se encontró en las ruinas de un salón de jefe de la época vikinga en Borg en las islas Lofoten en Noruega, y actualmente se encuentra en el Museo vikingo de Lofotr. Se sabe que Alfredo había sido visitado por un poderoso comerciante llamado Ottar, quien era oriundo de las islas Lofoten, de manera que es posible que Alfredo le entregara la joya como un regalo.[21] Alternativamente, y quizá más probablemente, fue un botín vikingo, como la mayor parte de los hallazgos anglosajones en Escandinavia.[22]

- La horquilla de Bidford – la más pequeña de las joyas. Su cabeza redonda está realizada con oro estampado con piezas de esmalte rojo y azul. Se encontró en Bidford-on-Avon, en Warwickshire en 1999 y ahora pertenece al Warwickshire Museum Service.[23]

Los seis objetos mencionados arriba, junto con la joya de Alfredo, se expusieron juntos en el Discovery Centre de Winchester en 2008, como la atracción principal de una exposición de reliquias de Alfredo el Grande.
- Un ejemplo dorado en una aleación de cobre, incorporando una cruz tipo celta perforada, se encontró en excavaciones en el castillo de Berkeley, Gloucestershire en 2008.[24]

- Un objeto con una cúpula de oro y una piedra de cristal azul en el medio, posiblemente un aestel, se descubrió en Drinkstone, Suffolk en 2014.[25]

- Otro posible ejemplo se encontró en Whissonsett, Norfolk, también en 2014. Es un pináculo o remate dorado en una aleación de cobre en forma de cruz, pero su función como aestel es algo más debatido.[26]

- Otro posible ejemplo, un objeto con agujeros dorado en aleación de cobre, fragmentario, en encontró en Send (Surrey) en 2016.[27]

## ¿Alejandro Magno?

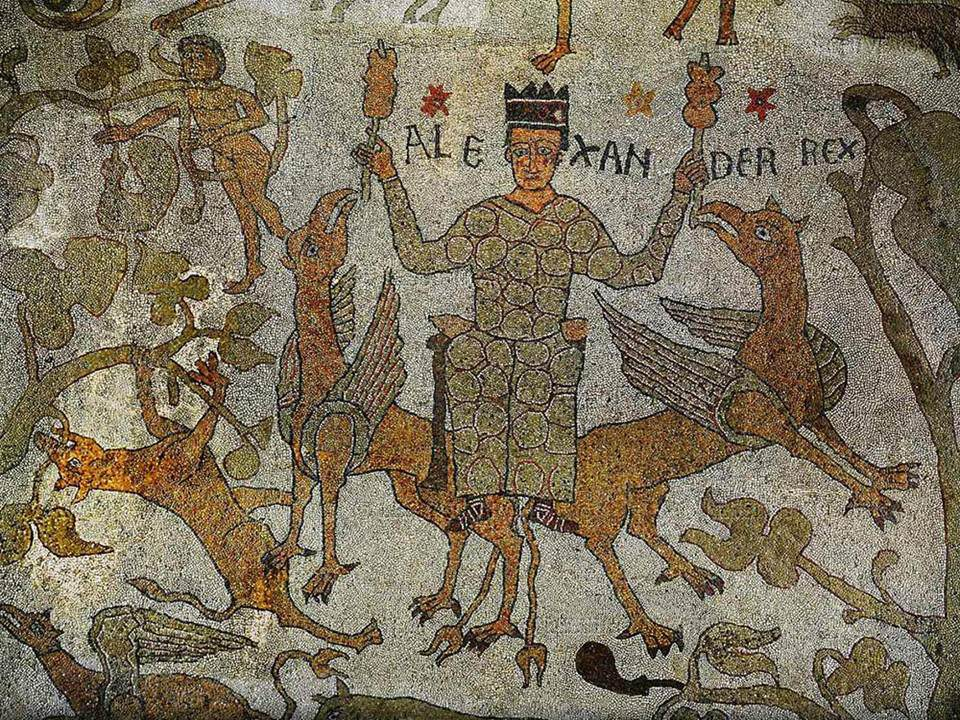
Alejandro Magno transportado por grifos, suelo de mosaico en la catedral de Otranto

En un artículo publicado en 2014, Sir John Boardman apoyó la sugerencia antigua realizada por David Talbot Rice de que la figura en la joya pretendía representar a Alejandro Magno. Una leyenda medieval en el romance de Alejandro hizo que Alejandro, deseando ver todo el mundo, primero descendió a las profundidades del océano en una especie de campana de buceo, y luego queriendo verlo desde arriba. Para hacer esto, puso arneses a dos grandes pájaros, o grifos en otras versiones, con un asiento para él entre ellos. Para animarlos a mantener el vuelo más alto, colocó carne en dos pinchos que mantuvo sobre sus cabezas. Esto se representó con cierta frecuencia en varias culturas medievales, desde Europa a Persia, donde puede que reflejara leyendas o iconografías más tempranas. A veces las bestias no se muestran, solo al rey sosteniendo dos varas con goterones de forma parecida a las flores en sus extremos. Se muestra la escena en un famoso mosaico del siglo XII en la catedral de Otranto, con un titulus de «ALEXANDER REX». La escena se refiere al conocimiento que se obtiene a través de la vista, así que de esta manera sería apropiada para un aestel. Boardman detecta el mismo significado en la figura que representa la vista en el broche Fuller anglosajón.